# تینیشس دی
تینِیشِس دی (به انگلیسی: Tenacious D) گروه راک آمریکایی است که در لس آنجلس کالیفرنیا شکل گرفت. این گروه که از جک بلک به عنوان خوانندهٔ اصلی و گیتارنواز و کایل گاس به عنوان گیتارنواز اصلی و خواننده تشکیل شده‌است، تاکنون سه آلبوم تینیشس دی (۲۰۰۱)، بهترینِ سرنوشت‌ها (۲۰۰۶)، ظحور غغنوس (۲۰۱۲) را منتشر کرده‌است.
هم چنین فیلم تینیشس دی در انتخاب سرنوشت، محصول سال ۲۰۰۶، با هنرمندی کایل گاس و جک بلک نیز دربارهٔ این گروه است.